# برایان تریسی
برایان تریسی (به انگلیسی: Brian Tracy) (زادهٔ ۱۹۴۴ در شارلوت‌تاون کانادا) از نویسندگان کتابهای خودیاری است. موضوع سمینارها و ارائه‌های او شامل رهبری، فروش، مدیریت مؤثر و استراتژی کسب و کار است. او به ایران سفر کرده و در مرکز همایش‌های صدا و سیما به سخنرانی پرداخته‌است. ناشران گوناگونی در ایران، کتاب‌های او را ترجمه و روانه بازار کرده‌اند.

## اندیشه
برایان تریسی درباره معجزه ی انضباط شخصی می نویسد:
چرا عده ای از بقیه موفق ترند؟ چرا گروهی در مقایسه با اکثریت مردم ثروتمندترند؟ زندگی شادتری دارند؟ و با داشتن فرصت های یکسان، موفقیت های بیشتری کسب می کنند. به راستی راز اصلی موفقیت چیست؟
من اغلب همایش هایم را با کمی تمرین شروع م ی کنم. از شرکت کنندگان می پرسم: چند نفر در این جا مایلند درآمدشان را دو برابر کنند؟ کم و بیش همه لبخند زده و دستشان را بالا می برند. سپس می پرسم، چند نفر دوست دارند وزن کم کنند، از شر بدهی خلاص شده و به استقلال مالی برسند؟ دوباره همه لبخند می زنند. عده ای هورا کشیده و همه دستشان را بلند می کنند.
سپس می گویم: "فوق العاده است." این ها هدف های بزرگی است که همه دارند. همه ی ما خواهان آنیم که پول بیشتری به دست آوریم؛ وقت بیشتری را با خانواده مان سپری کنیم؛ آراسته و تندرست باشیم و به استقلال مالی برسیم. همه ی ما نه تنها خواسته هایی یکسان داریم، بلکه در عین حال می دانیم که برای دستیابی به آن ها چه باید کرد و همه قصد انجام دادن آن کارها را داریم. – البته گاهی اوقات – اما قبل از شروع، تصمیم می گیریم که تعطیلات کوتاهی را در جایی خیالی و فوق العاده به نام "جزیره یک روزی" سپری کنیم.
می گوییم: یک روز این کتاب را می خوانم. یک روز برنامه ورزشی ام را شروع می کنم. یک روز با ارتقاء مهارت هایم، پول بیشتری به دست می آورم. یک روز وضعیت مالی ام را تحت کنترل گرفته و از شر بدهی هایم خلاص می شوم و مطمئنا یک روز همه آن چه را که برای تحقق بخشیدن به تمام اهدافم لازم است، انجام می دهم.
تقریبا 80 درصد مردم، بیشتر وقتشان را در جزیره "یک روزی" سپری می کنند. آنان مشغول فکر کردن، تصور کردن و خیال پردازی درباره همه ی آن چیزهایی هستند که یک روز قصد انجام دادن آن ها را دارند. به راستی کیستند آنان که در "جزیره ی یک روزی" اسیر شده اند؟
بحث اصلی در جزیره یک روزی درباره چیست؟ درباره ی بهانه ها... آن ها دور هم نشسته و بهانه هایشان را برای بودن در جزیره، با هم رد و بدل می کنند. از یکدیگر می پرسند: تو چرا اینجایی؟ و عجیب نیست که بهانه هایشان تا حد زیادی شبیه به هم است.
"من دوره کودکی خوبی نداشتم"، "من تحصیلات بالایی نداشتم"، "من هیچ پولی ندارم"، "رئیسم واقعا آدم ایراد گیریه"، "ازدواج موفقی نداشتم"، "هیچ کس مرا درک نمی کند"، "وضعیت اقتصادی ام واقعا وحشتناک است".
همه ی آن ها با بیماری بهانه تراشی که صددرصد نابودکننده ی موفقیت است، به این حال و روز افتاده اند. همه ی آن ها نیاتی خیر دارند اما همان طور که می دانیم، راه جهنم با نیات خیر سنگفرش شده است.
اولین قانون موفقیت ساده است: خودت را از این جزیره نجات بده. دیگر بهانه نیاور... یا این کار را انجام بده یا نه... اما بهانه نیاور... دیگر از مغز فوق العاده ات برای سر و هم کردن توجیهات و دلیل تراشی های ماهرانه استفاده نکن ... کاری کن ... هر کاری... تکانی به خودت بده ... با خودت تکرار کن "اگر قرار است اتفاقی بیفتد به خودم بستگی دارد.
بازنده ها بهانه می آورند، برندگان پیشرفت می کنند. حالا چگونه می توانید بگوئید که بهانه ی دلخواهتان واقعی ست یا نه؟ ساده است. به دوروبرتان نگاه کنید و بپرسید: "آیا کسی با بهانه ای شبیه به من وجود دارد که به هر طریقی موفق شده باشد؟" هنگامی که این سوال را می پرسید، اگر واقعا صادق باشید، باید اعتراف کنید که هزاران و حتی میلیون ها نفر هستند که با داشتن بهانه ای بسیار بدتر از بهانه ی شما کارهای فوق العاده ای در زندگی شان کرده اند و کاری که هزاران و میلیون ها نفر دیگر از عهده اش برآمده اند، شما هم می توانید. البته اگر تلاش کنید. چنین گفته شده که اگر مردم همان مقدار انرژی که صرف پیدا کردن بهانه هایی برای شکست می کنند را برای دستیابی به اهدافشان خرج می کردند، مطمئنا از خود به شگفت می آمدند. اما ابتدا شما باید خودتان را از شر جزیره نجات دهید.
مهم ترین اصل موفقیت همان است که آلبرت هابرد، یکی از پرکارترین نویسندگان تاریخ آمریکا در ابتدای قرن بیستم، عنوان کردند. او گفت: انضباط شخصی، توانایی انجام کارهایی است که باید در وقت مناسب انجام دهی، چه آن کارها را دوست داشته باشی، چه نه. سپس ادامه داد: 999 اصل دیگر هم برای موفقیت وجود دارد اما بدون انضباط شخصی، همه آنها بی نتیجه اند و تنها با انضباط شخصی است که مثمر به ثمر خواهند بود.

## پیشه
در سال ۱۹۶۸ راهی یک سفر زمینی از لندن به سنگاپور شد. در این مسیر از کشورهایی از جمله ترکیه، ایران، پاکستان، هندوستان و مالزی عبور کرد و سرانجام به سنگاپور رسید. سپس مجدداً از طریق مالزی عازم تایلند شد. در آن جا اقامت کرد و به کار مشغول شد. زمانی که دیگر نتوانست برای کارگری کاری پیدا کند، به فروشندگی روی آورد.
نخستین سمینارهای برایان تریسی به سال ۱۹۸۱ در کشورهای آمریکا و کانادا برمی گردد.
برایان تریسی، رئیس هیئت مدیره و مدیرعامل شرکت برایان تریسی اینترنشنال است. او این شرکت را در سال ۱۹۸۴ در شهر ونکوور کانادا بنیان نهاد. این شرکت به ارائه خدمات مشاوره‌ای در زمینه رهبری، فروش، اعتماد به نفس، هدف‌گذاری، راهبرد، خلاقیت و روان‌شناسی موفقیت می‌پردازد. برایان تریسی پیش از پایه‌گذاری این شرکت به عنوان مدیر ارشد عملیات در یک شرکت ساخت‌وساز مشغول به کار بود. او همچنین در زمینه فروش و بازاریابی، سرمایه‌گذاری، ساخت‌وساز، واردات، توزیع و نیز مشاوره مدیریتی فعالیت داشته‌است.

## سرطان حنجره
در سال ۲۰۱۰، پزشکان تشخیص دادند که برایان تریسی در فاز سوم سرطان حنجره قرار دارد. برایان تریسی، مراحل مبارزه خود با سرطان را تحت عنوان داستان جان به دربردن «A Survival Story» منتشر کرده است که می‌تواند یک راهنمای عملی و کاربردی برای هر کسی باشد که فکر می‌کند مشکلات غیرقابل حل در زندگی دارد. وی در بخشی از یادداشت‌ ایش می‌نویسد باید مراحل شیمی درمانی را آغاز کرده و از روی تاثیراتی که برای وضعیت جسمانی وی دارد، برای کار و زندگی جدید خود برنامه ریزی کند.